# Вейдемерен
Вейдемерен (нидерл. Wijdemeren) — община в нидерландской провинции Северная Голландия. Расположен на восток от Амстердама. Площадь общины — 76,55 км², из них 42,02 км² составляет суша. Население по данным на 1 января 2007 года — 23 571 человек. Средняя плотность населения — 307,9 чел/км².
В общине находятся следующие населённые пункты: Анкевен, Гравеланд, Кортенхуф, Мёйевелд, Недерхорст-ден-Берг, Ньив-Лосдрехт и Ауд-Лосдрехт.